# Zasziwersk

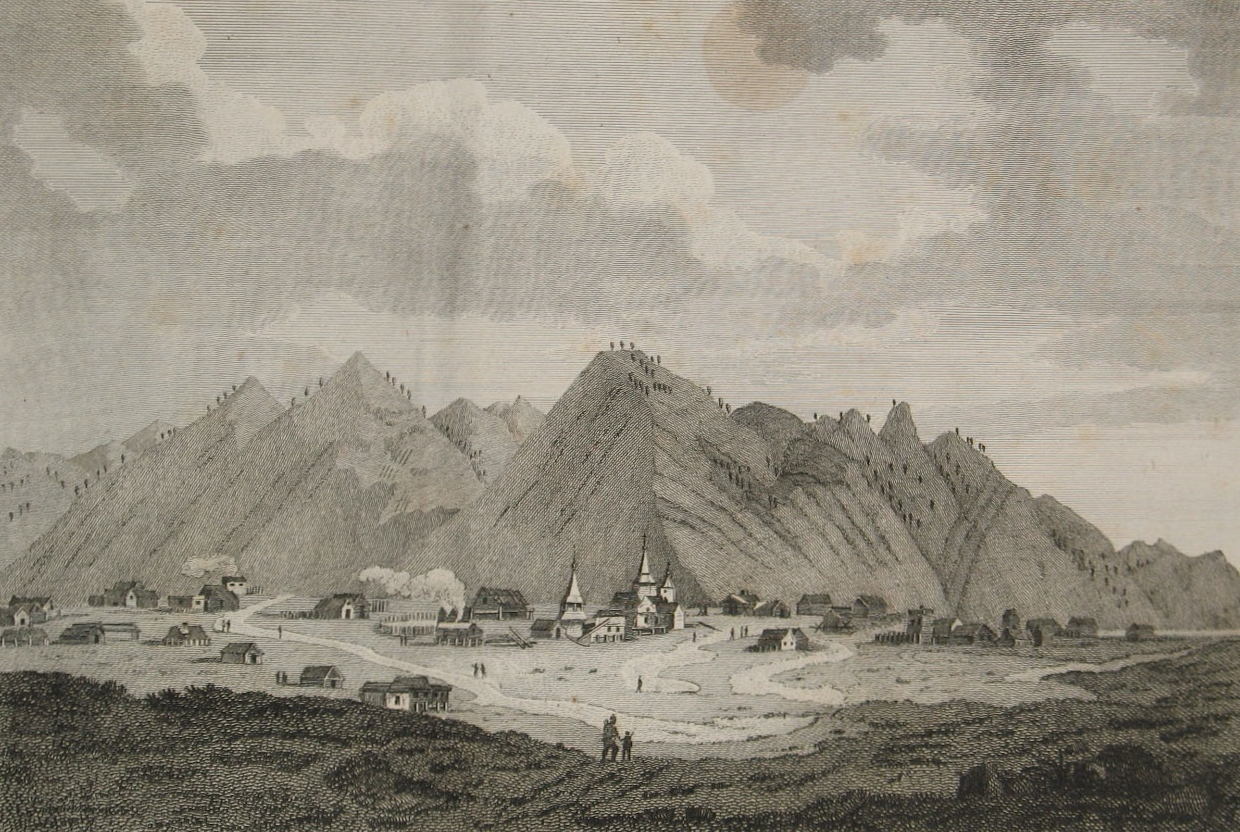
Zasziwersk (1785–1794)

Zasziwersk (ros. Зашиверск) – zaginione miasto w Rosji. Znajdowało się poza kołem podbiegunowym, w środkowym biegu rzeki Indigirka, obecnie ułus momski Jakucji.
Zasziwersk został założony w 1639 roku jako zimowa rezydencja poza progami - dreszczami (rus. шиверы – stąd nazwa miasta). W XVII wieku i na początku XIX wieku było miejsce gromadzenia się yasak, dużego centrum handlowo-administracyjnego w dorzeczu Indigirki, liczącego do 500 osób. Rozdroża dróg wodnych i lądowych (z Jakucka na Kołymę). Po eksterminacji zwierząt futerkowych popadł w ruinę, po epidemii ospy w latach 80. XIX wieku przestał istnieć. Pojedynczy mieszkańcy na terenie dawnej osady pozostali w latach 20. XX wieku.
W literaturze nazywa się syberyjskie miasto Kiteż jakuckiimi, polarnymi Pompejami. Cerkiew Spaska i dzwonnica przetrwały, które zostały zabrane do muzeum Nowosybirska podczas ekspedycji archeologicznej w latach 1969–1971.